# Lozova (Ucraina)
Lozova  (in ucraino Лозова?, in russo Лозовая?, Lozovaja) è una città (53 126 abitanti) situata nel distretto di Lozova, nell'oblast' di Charkiv, in Ucraina. Ospita l'amministrazione del distretto di Lozova e della comunità territoriale di Lozova, una delle comunità territoriali dell'Ucraina.
Fino al 18 luglio 2020 Lozova era classificata come città di rilevanza regionale e apparteneva al comune di Lozova, ma non al distretto di Lozova, anche se costituiva il centro amministrativo del distretto. Come parte della riforma amministrativa dell'Ucraina, che ha ridotto a sette il numero dei distretti dell'oblast' di Charkiv, la città è stata inclusa nel distretto di Lozova.
Questa città è stata fondata nel 1869.